# Macherio
Macherio (lombardul: Machee) település Olaszországban, Lombardia régióban, Monza e Brianza megyében. Lakosainak száma 7514 fő (2023. január 1.). Macherio Lesmo, Sovico, Biassono, Lissone és Triuggio községekkel határos.

## Népesség
A település lakossága az elmúlt években az alábbi módon változott:
| Lakosok száma | 7309 | 7432 | 7411 | 7514 |
|               | 2013 | 2017 | 2018 | 2023 |

## Híres szülöttjei
- Claudio Sala (1947–) válogatott labdarúgó